# 小諸藩
小諸藩（日语：／ Komoro han */?）曾經是日本江戶時代存在的藩屬領地。位置信濃國小諸（今長野縣小諸市一帶），藩主是仙石氏、松平氏、青山氏、酒井氏、西尾氏、牧野氏等。

## 歷代藩主

### 仙石家
外樣、5万石（1590年 - 1622年）
1. 仙石秀久
2. 仙石忠政

仙石忠政在元和8年（1622年）9月25日增封至信濃國上田藩6萬石

### 由甲府藩控制
（1622年 - 1624年）

### 久松松平家
譜代、5万石（1624年－1647年）
1. 松平憲良

### 由信濃松本藩控制
（1647年－1648年）

### 青山家
譜代、4万2000石（1648年－1662年）
1. 青山宗俊

### 酒井家
譜代、3万石（1662年－1679年）
1. 酒井忠能

### 西尾家
譜代、2万5000石（1679年－1682年）
1. 西尾忠成

### 石川、大給松平家
譜代、2万石（1682年－1702年）
1. 松平乘政
2. 松平乘紀

### 牧野家
譜代、雁間詰　1万5000石（1702年－1871年）。
1. 牧野康重
2. 牧野康周
3. 牧野康滿
4. 牧野康陛
5. 牧野康儔
6. 牧野康長
7. 牧野康明
8. 牧野康命
9. 牧野康哉
10. 牧野康濟